# Stet Howland
Stet Howland (Duxbury, 14 de agosto de 1960) es un baterista estadounidense, reconocido principalmente por su participación en la banda de heavy metal W.A.S.P.

## Biografía
Nacido en Duxbury, Massachussetts, Howland ha tocado en las bandas Temple of Brewtality, RUN21, Killing Machine, Joey Belladonna, The Howlin' Dogs, Impellitteri, Carnival of Souls, Sister y W.A.S.P. En febrero de 2006 anunció su salida de esta última agrupación para concentrarse totalmente en el proyecto Temple of Brewtality. Howland también hizo parte de la agrupación de rock sureño Blackfoot, y de la banda de Lita Ford.

### Actualidad
En 2022 se asoció con el músico John Hyatt para formar la agrupación Howland Hyatt, con la que publicó el álbum H2.

## Vida personal
Como miembro de la banda Metal Church, en 2017 se le diagnosticó un linfoma difuso de células B. Un año después, el músico anunció a través de las redes sociales que su enfermedad se encontraba en remisión.

## Discografía

### Con W.A.S.P.
- The Crimson Idol (1992)
- Still Not Black Enough (1995)
- Kill.Fuck.Die (1997)
- Double Live Assassins (1998)
- Helldorado (1999)
- The Sting (2000)
- Unholy Terror (2001)
- The Neon God: Part 1 - The Rise (2004)
- The Neon God: Part 2 - The Demise (2004)
- The Best of the Best (2007)